# زبيدة (حورة)

'

تعديل مصدري - تعديل

زبيدة هي إحدى قرى عزلة حوره بمديرية حورة التابعة لمحافظة حضرموت، بلغ تعداد سكانها 70 نسمة حسب تعداد اليمن لعام 2004.